# 신라악
신라악(新羅樂)은 신라시대의 음악이다. 백제악·고구려악과 함께 일본에서는 삼한악(三韓樂) 중의 한 자리를 차지했으며 가야금(伽倻琴)은 신라금(新羅琴)으로 일컬어진다. 삼한 중 다른 나라에 비해 외래 문화가 늦게 수입되었기 때문에 뒤늦게까지 남아 있었으며, 외래 악기는 수입하지 않았다.악사(樂師)는 금사(琴師)·무사(舞師) 2인뿐이었고, 《삼국사기》에 의하면 상하신열무(上下辛熱舞)·사내무(思內舞)·한기무(韓岐舞)·소경무(小京舞)·미지무(美知舞) 등은 신라악에 속한다고 하였다. 악기로는 우륵(于勒)이 만든 가야금을 위시하여 향비파(鄕琵琶)·향(鄕)피리·세(細)피리·대금(大笒) 등이 쓰였다. 또 제(齊)나라의 가면무(假面舞)·사자무(獅子舞) 같은 사량기(西凉伎)도 성행하였다. 또 불교의 흥륭과 더불어 신라악도 발전하였다. 즉 당나라와의 교통에 의하여 주로 당나라 속악이 전래되어, 한편으로 신라 고유의 원시적 민중 음악이 정리 발달된 점이 그로 말미암았다 하겠다. 특히 《삼국유사》〈균여전〉에 전하는 향가를 검토함으로써 그 유래를 더듬을 수 있다.
신라악의 내용을 보다 구체적으로 살필 수 있는 종목으로는 검무·무애무·처용무·5기·도솔가무 등을 꼽을 수 있다.